# The Visit (film, 2015)
Pour les articles homonymes, voir The Visit.
Pour plus de détails, voir Fiche technique et Distribution.
The Visit, ou La Visite au Québec, est un film d'horreur américain réalisé par M. Night Shyamalan, sorti en 2015. Il s'agit du premier found footage de M. Night Shyamalan.

## Synopsis
À la suite d'une ancienne dispute, Loretta n'a plus donné de nouvelles à ses parents depuis quinze ans. Désormais mère de deux enfants, Tyler et Rebecca, elle reçoit un appel de ses parents qui souhaitent rencontrer leurs petits-enfants. Les deux enfants sont alors envoyés une semaine en vacances, dans la ferme de leurs grands-parents en Pennsylvanie. Les enfants, qui sont heureux de connaître enfin cette partie de la famille ne seront pas déçus du voyage. Mais bien vite, la semaine de retrouvailles tourne au cauchemar. Il se passe des événements étranges la nuit et, de toute évidence, quelqu'un cache quelque chose.

## Fiche technique
Sauf indication contraire, les informations mentionnées dans cette section peuvent être confirmées par la base de données cinématographiques IMDb,  présente dans la section « Liens externes ».
- Titre original et français : The Visit
- Titre québécois : La Visite
- Titre de travail : Sundowning
- Réalisation et scénario : M. Night Shyamalan
- Direction artistique : Naaman Marshall
- Décors : Scott G. Anderson
- Costumes : Amy Westcott
- Montage : Luke Franco Ciarrocchi
- Musique : Paul Cantelon
- Photographie : Maryse Alberti
- Production : Marc Bienstock, Jason Blum et M. Night Shyamalan
- Sociétés de production : Blinding Edge Pictures et Blumhouse Productions
- Sociétés de distribution : Universal Pictures (États-Unis), Universal Pictures International France (France)
- Budget : 5 000 000 $[1]
- Pays d’origine : États-Unis
- Langue originale : anglais
- Format : couleur - 1,85:1 - son Dolby numérique
- Genre : Horreur, thriller, found footage
- Durée : 94 minutes
- Dates de sortie[2] :
  -  États-Unis et  Canada : 11 septembre 2015
  -  France : 7 octobre 2015
- Classification : 
  -  États-Unis : PG-13 (Déconseillé aux moins de 13 ans)
  -  France : Interdit aux moins de 12 ans

## Distribution
- Olivia DeJonge (VFB : Marie du Bled ; VQ : Célia Gouin-Arsenault) : Rebecca Jamison
- Ed Oxenbould (VFB : Orlando Vauthier ; VQ : Clifford Leduc-Vaillancourt) : Tyler Jamison
- Peter McRobbie (VFB : Michel de Warzée ; VQ : Jean-Luc Montminy) : John Jamison, le grand-père
- Deanna Dunagan (VFB : Carine Seront ; VQ : Claudine Chatel) : Doris Jamison, la grand-mère
- Kathryn Hahn (VFB : Valérie Muzzi ; VQ : Mélanie Laberge)[3] : Loretta Jamison, la mère des enfants
- Celia Keenan-Bolger (VFB : Marie-Noëlle Hébrant) : Stacey, la voisine des grands-parents
- Patch Darragh (VFB : Tony Beck) : Dr. Sam
- Erica Lynne Marszalek : la passagère du train
- Benjamin Kanes : Robert, le père des enfants

## Production

### Genèse et développement
M. Night Shyamalan a pu développer et financer ce film grâce à son salaire perçu pour After Earth. En restant indépendant, il a pu garder le contrôle créatif contrairement à certains de ses films précédents produits par de gros studios. The Visit est d'ailleurs un film à petit budget (seulement 5 000 000 de dollars), bien loin d’After Earth (130 000 000 $), Le Village (60 000 000 $) et Incassable (75 000 000 $).
Le film est initialement développé sous le titre Sundowning. Ce mot anglais désigne le syndrome d'état crépusculaire, qui désigne un état caractérisé par une baisse plus ou moins importante et durable du niveau de la vigilance (désorientation temporo-spatiale, parfois onirisme, amnésie lacunaire) avec conservation de certains automatismes parfois élaborés. Les symptômes comprennent généralement des sautes d'humeur impressionnantes qui se produisent à la tombée du jour (en anglais sundown).

### Attribution des rôles
La jeune Olivia DeJonge a été choisie après une seule audition, envoyée en vidéo par elle-même. D'emblée séduit, M. Night Shyamalan a su qu'elle serait parfaite pour le rôle mais lui a tout de même fait passer une seconde audition.

### Tournage
Le tournage a eu lieu en Pennsylvanie (Philadelphie, Chester Springs) ainsi qu'à Miami. C'est un retour aux sources pour M. Night Shyamalan, qui a vécu longtemps à Philadelphie et qui a tourné la plupart de ses films dans cet État.

## Sortie

### Box-office
| Pays ou région    | Box-office      | Date d'arrêt du box-office | Nombre de semaines |
| ----------------- | --------------- | -------------------------- | ------------------ |
| États-Unis Canada | 65 206 105 $    | 26 novembre 2015           | 11                 |
| France            | 369 453 entrées |                            |                    |
| Mondial           | 97 091 856 $    | -                          | -                  |